# Fédération suisse de rugby à XV
La Fédération suisse de rugby à XV est une organisation membre du World Rugby  qui régit l'organisation du rugby à XV en Suisse. Elle regroupe les fédérations provinciales, les clubs, les associations, les sportifs, les entraîneurs, les arbitres, pour contribuer à la pratique et au développement du rugby dans tout le territoire suisse.

## Historique
La Fédération suisse de rugby est une association qui a pour but de développer, de réglementer et de diriger le rugby en Suisse, ainsi que d'en défendre les intérêts. La FSR a été fondée en 1971. 
Elle  est admise à la FIRA en 1974 et à l'IRB (aujourd'hui World Rugby) en 1988.

## Identité visuelle
L'emblème de la fédération est l'edelweiss.
En septembre 2016, la fédération a modifié son logo, le dessin de la fleur d'edelweiss étant conservé mais modernisé.

Évolution du logo
Logo abandonné en 2016.
Logo depuis 2016.

## Fédérations régionales en Suisse
- Association Cantonale Genevoise de Rugby
- Association de Rugby du Jura et son Littoral
- Association Vaudoise de Rugby
- Nord-Schweizer Rugby Verband
- Association Rugby Valais

## Liste des présidents
| - 1972-1977 : André Cordaillat - 1977-1979 : Alain Wuscher - 1979-1987 : Alain Périat - 1987-1994 : Gérard Nicod | - 1994-1999 : Tullio Martinenghi - 1999-2009 : Luc Baatard - 2009-2010 : Stéphane Gaillard - 2010- Peter Schüpbach |